# Giacomo Arrigoni
Giacomo Arrigoni   (10 de març de 1597 - 8 de juny de 1675) Giovanni Giacomo Arigoni també Arrigoni va ser un compositor italià a Venècia i més tard organista de Ferran II a Viena.